# Gertrudenhof (Hennigsdorf)
Der Gertrudenhof ist ein Wohnplatz im Hennigsdorfer Ortsteil Nieder Neuendorf, den 1924 der Politiker Otto Nuschke erbauen ließ.

## Lage, Name, Geschichte

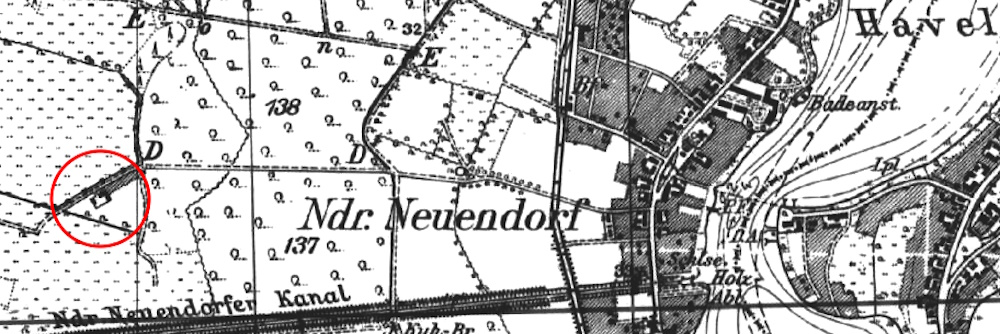
Gertrudenhof. Topografische Karte um 1940 (bearbeitet)

Der Gertrudenhof liegt etwa 1500 Meter westlich des alten Ortskerns von Nieder Neuendorf.
Mitte 1923 taucht der Name Otto Nuschke erstmals in den Hennigsdorfer Bauakten auf. Nuschke brauchte wahrscheinlich einen ruhigen und beschaulichen Ort – mit etwas gärtnerischer und landwirtschaftlicher Betätigung – als Ausgleich für seine Arbeit in Berlin. Er hatte 1908 in Marburg die Bäckerstochter Gertrude Matthäi geheiratet, im Mai 1909 kam in Kassel ein Sohn zur Welt. Die Stadtwohnung der Redakteursfamilie befand sich in Steglitz (Schützenstraße). In Nieder Neuendorf bot sich eine Fläche am Waldrand und am Rande der Laßzinswiesen am Muhrgraben an. Grund und Boden dort gehörten den Emil Cohn´schen Erben. Bis 1919 führte der Triftweg durch den Wald hindurch zum Werksflugplatz der Hennigsdorfer AEG-Flugzeugfabrik.
Die Ansiedlung der AEG in Nieder Neuendorf und Hennigsdorf (ab 1910) war der Hauptgrund dafür, dass Teile des Gutsbezirks Nieder Neuendorf im April 1917 und der Gemeindebezirk Nieder Neuendorf im April 1923 nach Hennigsdorf eingemeindet wurden; der restliche Gutsbezirk und der gesamte Forstgutsbezirk folgten bis April 1929. Mit dem Versailler Vertrag musste der Flugzeugbau in Hennigsdorf und der Flugbetrieb in Nieder Neuendorf eingestellt werden.
Gertrude Nuschke erlebte den Baubeginn des Wohnhauses Mitte 1924 nicht mehr, sie starb im Dezember 1923. Das Gebäude entstand gegenüber der ehemaligen Flugzeugschuppen, auf den Fundamenten des einstigen Benzinlagers. Abnahme des Rohbaus war im September 1924. Otto Nuschke musste das Haus allein mit seinem 15-jährigen Sohn beziehen und benannte das Anwesen nach seiner verstorbenen Ehefrau. Bis April 1926 wurde das Wohnhaus durch ein Nebengebäude ergänzt und ein Stall sowie eine Scheune errichtet. Planverfasser waren der Berliner Architekt und Stadtplaner Professor Bruno Möhring und Mitarbeiter Hans Spitzner.
Mit der Machtübernahme der Nationalsozialisten zog sich Otto Nuschke mehr und mehr auf den Gertrudenhof zurück und verpachtete Teile seines Hofes. Nach dem Attentat vom 20. Juli 1944 – Nuschke hatte Kontakte zum Widerstand – tauchte er in Berlin unter. Ende April 1945 erreichte die Rote Armee nach mehrtägigen Kämpfen um den Havelübergang auch den Gertrudenhof. Familie Nuschke musste bald darauf den Hof verlassen, weil die Besatzungsmacht das Anwesen nutzen wollte, und wohnte für einige Zeit in der Villa Sprenger nördlich des Dorfes.
1951/1952 wurde östlich des Gertrudenhofes ein neues Wohnhaus errichtet, als Alterssitz für Nuschkes Schwiegereltern.
Nuschke starb 1957 auf dem Gertrudenhof. Der Hof hatte in Hennigsdorf lange Zeit den Beinamen Otto-Nuschke-Haus. Das Haus steht unter Denkmalschutz und ist in Privatbesitz, nach Leerstand ist es mittlerweile saniert.